# 張天然
張 天然（ちょう てんねん）は、中国大陸と台湾に分布する新宗教・一貫道で神聖視される人物。字彩臣。山東省済寧市出身。妻の孫慧明もまた、「中華聖母」と呼ばれ、夫とともに祀られている。一貫道で「十七祖」とされる路中一を師とし、1930年に彼が「十八祖」として道統を受け継いだ。この宗教における歴史観における「白陽時代」に入ってから二番目の祖師として「白陽二祖」とも呼ぶ。張天然の代で一貫道は大いに教勢を伸ばすことになる。彼の後に続く祖師は不在であるが、新たに「十九祖」を名乗る指導者は少なくない。
教義や歴史を記述し、彼が編纂したとされる『暫定仏規』により一貫道におけるほとんどの儀礼が確立された。その他にも多数の著書を残している。教勢を伸ばし教団としての形を整えたことから彼をして一貫道の創始者とする場合もある。
既存宗教や政治勢力から激しい批判を受け、1936年には国民政府から逮捕されている。国民政府は張天然が日本人と手を結んでいると考えたが、一方の日本人は彼が中国国民党のスパイだとしていた。
留置場を出てから3年間は妻が布教を担い、彼自身は布教のために出歩くことをしなかった。その後、一貫道は被占領地の日本人にも布教し、南京の汪兆銘政権の要人周仏海を入信させたりした。1947年成都で病気にかかって亡くなる。
一貫道の教義では最高神老ムから気天、象天、地獄の三界の霊の救済を担わされた存在と位置づけられ、「天然古佛」「弓長祖（ゆみながそ）」と呼ばれ篤い尊崇を受ける。